# Brug 1996
Brug 1996 is een bouwkundig kunstwerk in Amsterdam-Zuidoost.
De viervoudige brug is onderdeel van de Herikerbergweg gelegen in Amstel III. Hier lag aan het eind van de 20e eeuw een braakliggend terrein te midden van kantorenparken. KCAP ontwikkelde dit terrein en bouwde een kantorenpark op een bovengrondse parkeergarage, die tevens toegang bood tot het kantorenpark. Een van de opvallendste gebouwen in het complex is Diana & Veste, met glazen gevelwanden.
Er werd vanaf 1998 tot 2012 gebouwd. Een van der onderdelen van wat Plaza Arena zou worden genoemd bestond uit een toegangsbrug. Daarbij moest rekening gehouden worden met de gekozen structuur. De brug over een afwateringstocht moest zowel toegang bieden tot die parkeergarage als tot de centrale toegangen van de kantoorgebouwen, een niveau hoger. KCAP loste het op door vier bruggen in één te bouwen'. Kijkend naar het kantorenpark werden van links naar rechts gebouwd:
- een afrit komend van het kantorenpark
- een toe- en afrit van de parkeergarage (P10 Plaza Arena)
- een toerit richting naar het kantorenpark
- een voetbrug richting het kantorenpark.

De eerste drie vormen een bouwkundig geheel, de voetbrug lijkt apart te functioneren en maakt een slinger. Het geheel is uitgevoerd in beton met stalen leuningen. Doordat de toe- en afvoer naar de parkeergarage op maaiveldniveau ligt, is scheepvaart onder het totale complex niet mogelijk; de afwateringstocht gaf daar toch al geen ruimte toe, ze heeft verder alleen duikers als kunstwerken.      
Tijdens de bouw lag er een dam met noodbrug in de afwateringstocht. 

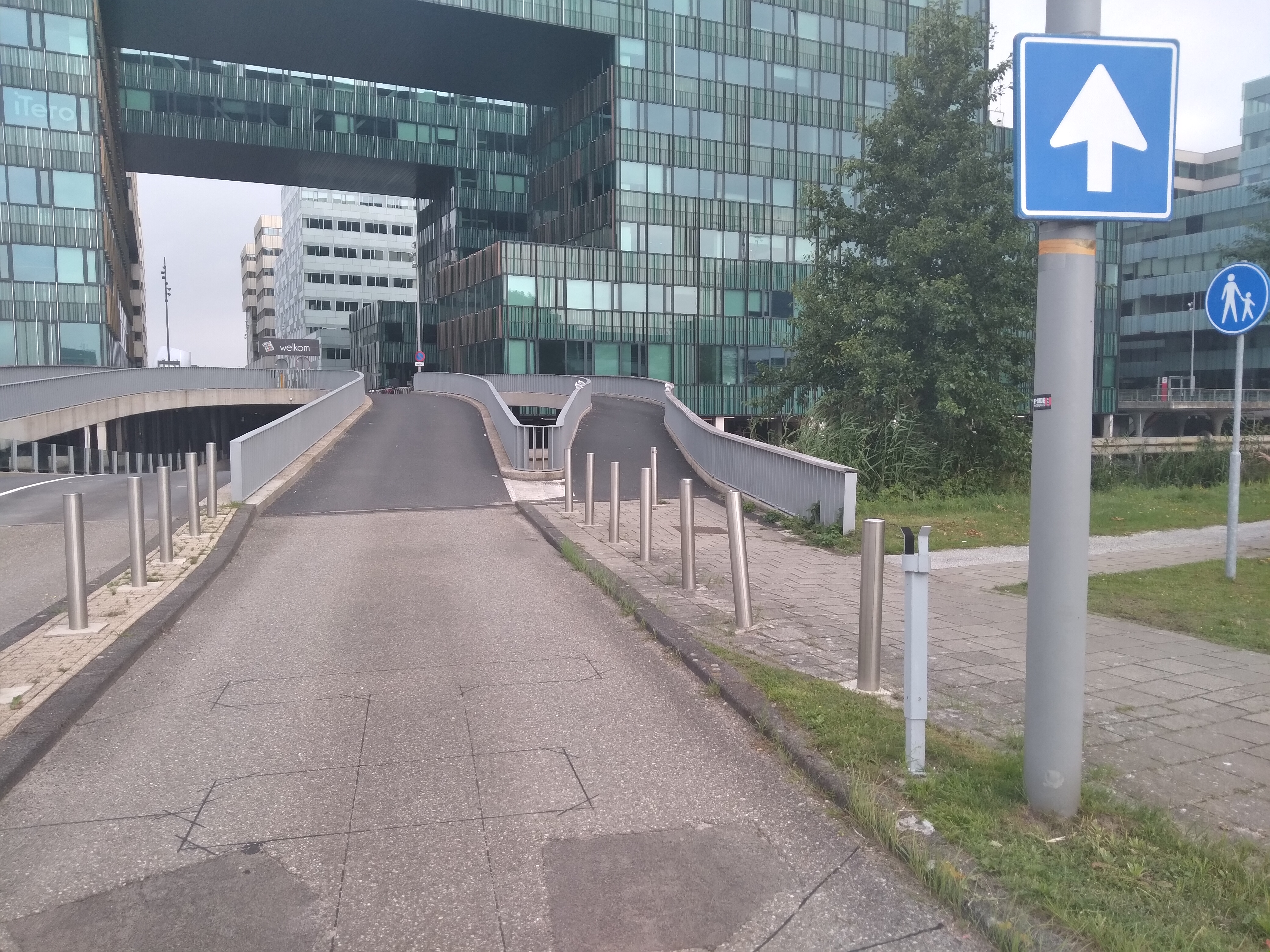
Rechts de voetbrug met aparte boog (augustus 2021)

<<< · 1900 · 1901 · 1902 · 1904 · 1906 · 1907 · 1908 · 1909 · 1910 · 1911 · 1913 · 1914 · 1915 · 1916 · 1917 · 1919 · 1920 · 1922 · 1923 · 1925 · 1927 · 1929 · 1930 · 1931 · 1932 · 1933 · 1935 · 1936 · 1937 · 1938 · 1939 · 1940 · 1941 · 1942 · 1944 · 1945 · 1946 · 1947 · 1948 · 1949 · 1950 · 1951 · 1952 · 1953 · 1954 · 1955 · 1956 · 1957 · 1958 · 1959 · 1960 · 1961 · 1962 · 1963 · 1964 · 1965 · 1966 · 1967 · 1968 · 1969 · 1970 · 1971 · 1972 · 1973 · 1974 · 1975 · 1976 · 1977 · 1978 · 1979 · 1980 · 1981 · 1982 · 1983 · 1984 · 1985 · 1986 · 1987 · 1988 · 1989 · 1990 · 1991 · 1992 · 1993 · 1994 · 1995 · 1996 · 1997 · 1998 · 1999 · >>>
Brugnummers 1903, 1905, 1912, 1918, 1921, 1924, 1926, 1928, 1934, 1943 zijn niet (meer) in gebruik (januari 2021)